# Yongqing
Yongqing (chinesisch 永清县, Pinyin Yǒngqīng Xiàn) ist ein Kreis der bezirksfreien Stadt Langfang in der chinesischen Provinz Hebei. Er hat eine Fläche von 767,6 km² und zählt 356.481 Einwohner (Stand: Zensus 2010). Sein Hauptort ist die Großgemeinde Yongqing (永清镇).
Die Stätte des Grenztunnels (Bianguan didao yizhi 边关地道遗址) – die sogenannte „Unterirdische Große Mauer“ aus der Zeit der Song-Dynastie – steht seit 2006 auf der Liste der Denkmäler der Volksrepublik China (6-14).